# Greensburg (Kentucky)
|  | Dieser Artikel wurde aufgrund von inhaltlichen Mängeln auf der Qualitätssicherungsseite des Projektes USA eingetragen. Hilf mit, die Qualität dieses Artikels auf ein akzeptables Niveau zu bringen, und beteilige dich an der Diskussion! Eine nähere Beschreibung der zu behebenden Mängel fehlt. |

Greensburg (Kentucky) ist eine Ortschaft im Green County, die im US-Bundesstaat Kentucky liegt. Das U.S. Census Bureau hat bei der Volkszählung 2020 eine Einwohnerzahl von 2179 ermittelt.
Greensburg ist gleichzeitig Verwaltungssitz (County Seat) des Countys.
Der Ort liegt bei 37° 15' 35" Nord 85° 29' 52" West (37,259665, −85,497863) und erstreckt sich über eine Fläche von 4,9 km².
Im Sommer 1930 wurde hier mit 45,6 °C der höchste meteorologische Extremwert des Staates gemessen.

## Söhne und Töchter von Greensburg
- Aylette Buckner (1806–1869), Politiker
- John Richard Barret (1825–1903), Politiker
- John W. Lewis (1841–1913), Politiker